# Plombierdraht
Plombierdraht oder Plombendraht besteht aus einer Seele (meist Draht) mit einer spiraligen Umwicklung von einem weiteren Draht. Typische Materialien sind Kunststoff, Kupfer, Messing, Edelstahl oder Stahl. Plombendraht in Kombination mit Handschließplomben oder Plomben mit Knotenkammern, ist eine der gängigsten Methoden schnell und einfach Objekte zu verplomben. Die Sicherheitsstufe ist niedrig.

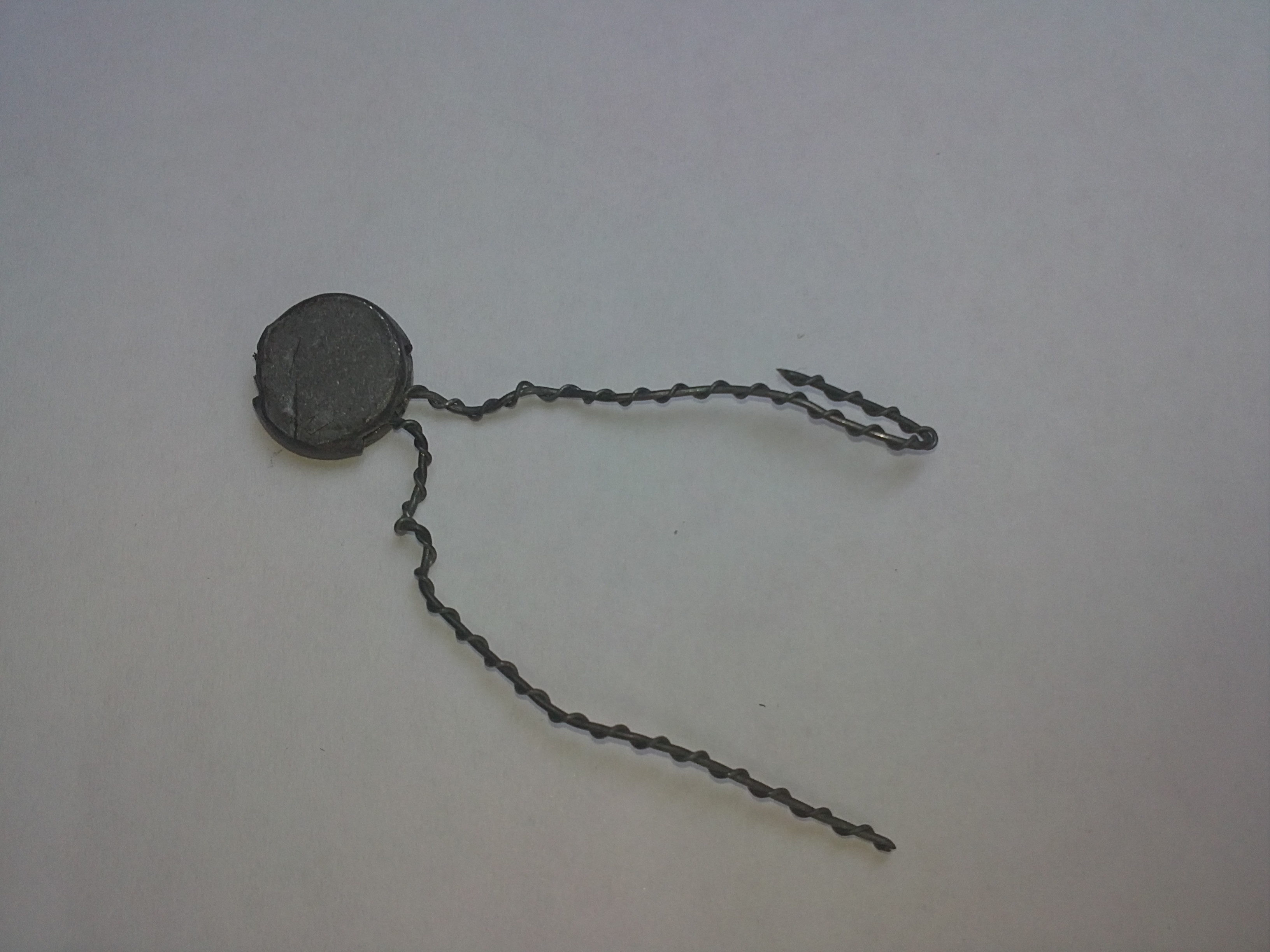
Bleiplombe mit Plombierdraht